# 端源石梁桥
端源石梁桥，是位于中国福建省宁德市周宁县浦源镇端源村的一个清代古建筑，2016年入选周宁县第四批文物保护单位。
端源石梁桥跨于东洋溪上游，建于清朝光绪六年（1880年），由端源村民叶春锋、叶名著为首，叶氏族人集资建造。桥为十墩十一孔，南北走向。桥宽1.5米，长42米，桥高2.3米，桥面由36个根宽0.35米，厚0.28米，长3.5米的石板条架成，横梁长1.5米共24根，入水石柱20根。该村宗祠内珍藏有记录建桥的端溪桥石碑一通，记载建桥捐资情况等，“文革”时期村民在该碑上复刻毛主席语录。